# Нариньйо (департамент)
Департамент Нариньйо (ісп. Departamento de Nariño) — департамент Колумбії, розташований на південному заході країни, омивається Тихим океаном та межує з Еквадором. Територія — 33 268 км² (11-тий за розміром в Колумбії). Столиця — місто Пасто. Департамент характеризується різноманіттям кліматичних та географічних зон, від теплого тихоокеанського узбережжя до холодних гір і плоскогір'їв Анд, де мешкає більша частино його населення.
| Колумбія | Це незавершена стаття з географії Колумбії. Ви можете допомогти проєкту, виправивши або дописавши її. |